# Gyrinus exstriatus
Gyrinus exstriatus là một loài bọ cánh cứng trong họ van Gyrinidae. Loài này được Say miêu tả khoa học năm 1837.